# 龜戶站
龜戶站（日语：／ Kameido eki */?）是位於日本東京都江東區龜戶五丁目，屬於東日本旅客鐵道（JR東日本）和東武鐵道的鐵路車站。

## 歷史
- 1904年（明治37年）
  - 3月29日：總武鐵道（現總武本線）車站開業[3]。
  - 4月5日：東武鐵道車站開業。
- 1907年（明治40年）9月1日：總武鐵道國有化[4]。
- 1923年（大正12年）9月1日：因關東大地震，車站損壞[4]。
- 1945年（昭和20年）3月10日：東京大空襲，車站全毀[4]。
- 1968年（昭和43年）9月30日：都營無軌電車廢止。
- 1987年（昭和62年）4月1日：國鐵分割民營化，本站屬東日本旅客鐵道（JR東日本）[4]。
- 2001年（平成13年）11月18日：JR東日本開通IC卡「Suica」[5]。
- 2006年（平成18年）3月24日：車站大樓名稱從「龜戶ELNADE」改為「atre龜戶」。
- 2007年（平成19年）4月1日：JR東日本東口業務委託化[6]。
- 2020年（令和2年）
  - 4月1日：JR東日本北口業務委託化[7]。本站成為業務委託站[7]。
  - 10月：JR東日本啟用智慧型月台門（預定）[8]。

## 車站

### JR東日本
本站是業務委託給JR東日本車站服務的業務委託站，為島式月台1面2線之高架車站。車站編號是JB 23。
總武本線的支線越中島貨物線從新小岩站至平井站之間是平行於本線北側，跨過舊中川後爬高，於本站東側跨過本線移到南側。接著在本站西側南轉往越中島貨物站前進。過去曾研究從本站利用貨物線至小名木川貨物站並繼續往南延伸建設新線，作為江東區內的南北向地方路線（江東區LRT事業構想）。
北口設有扶手電梯與升降機，東口設有輪椅升降機。

#### 月台配置

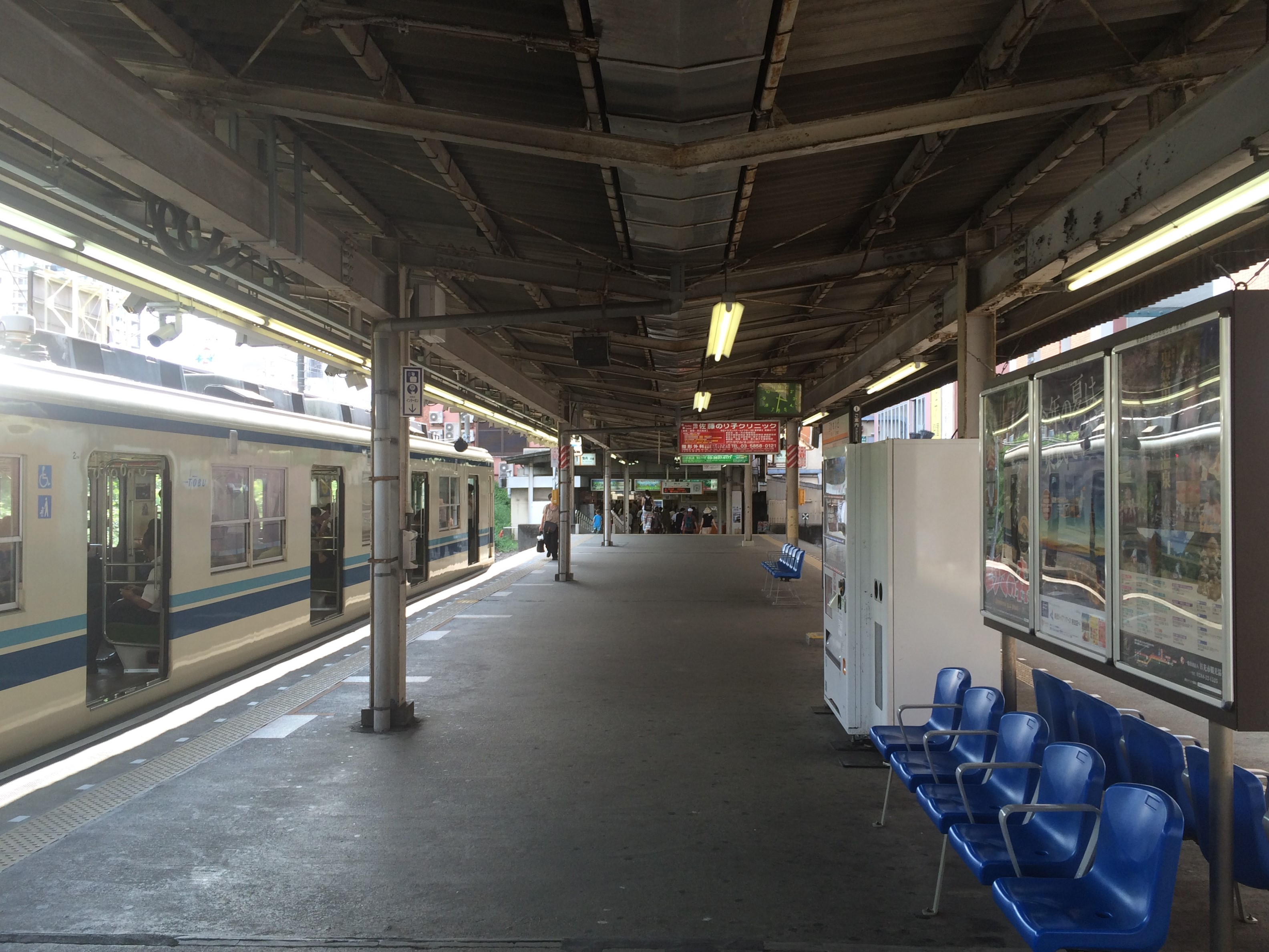
月台（2016年8月）

| 月台 | 路線               | 方向 | 目的地                       |
| ---- | ------------------ | ---- | ---------------------------- |
| 1    | 總武線（各站停車） | 西行 | 秋葉原、新宿、中野方向       |
| 2    | 總武線（各站停車） | 東行 | 新小岩、市川、船橋、千葉方向 |

（來源：JR東日本:車站構內圖（页面存档备份，存于））

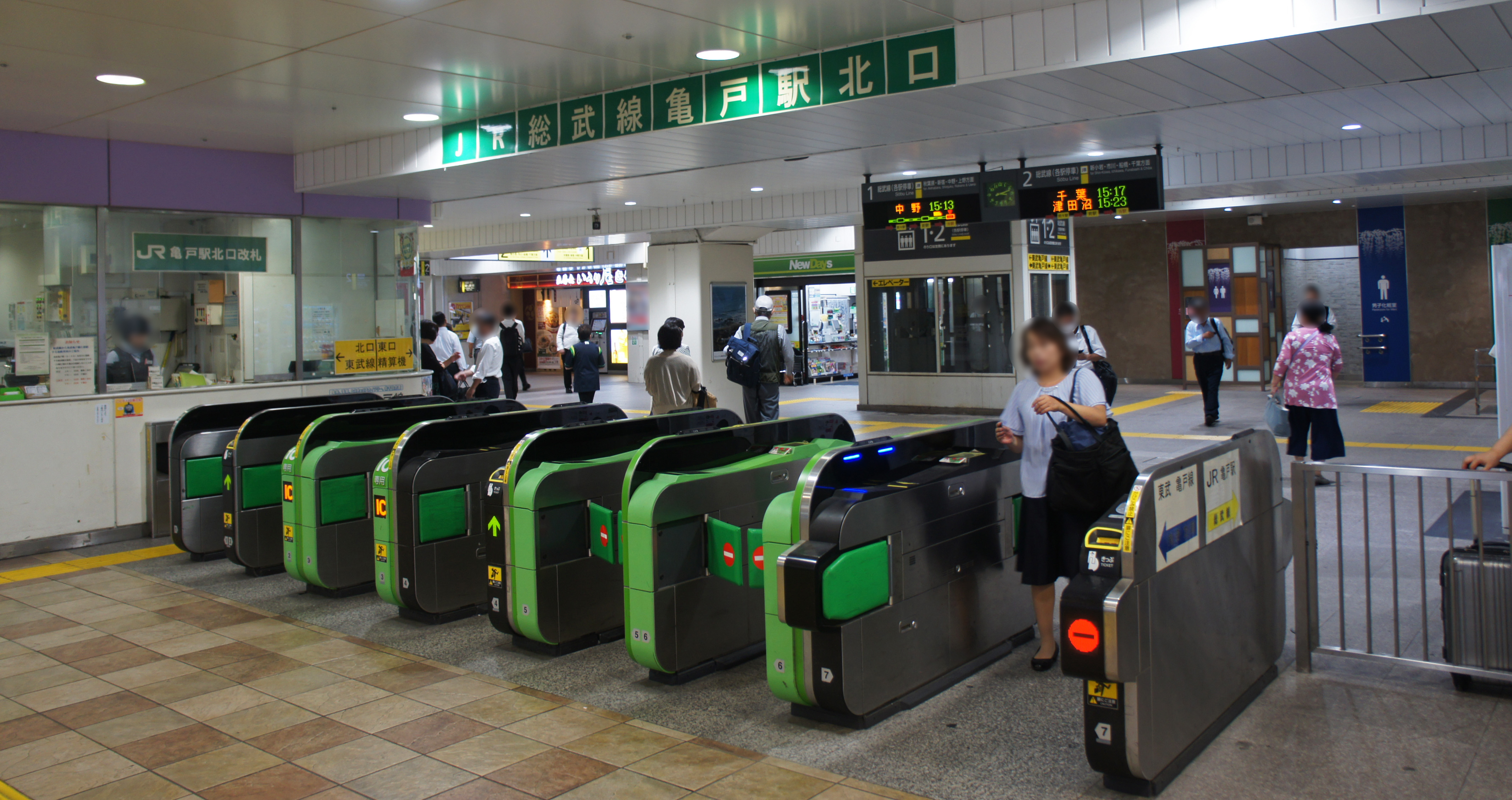
北驗票口(2019年9月)
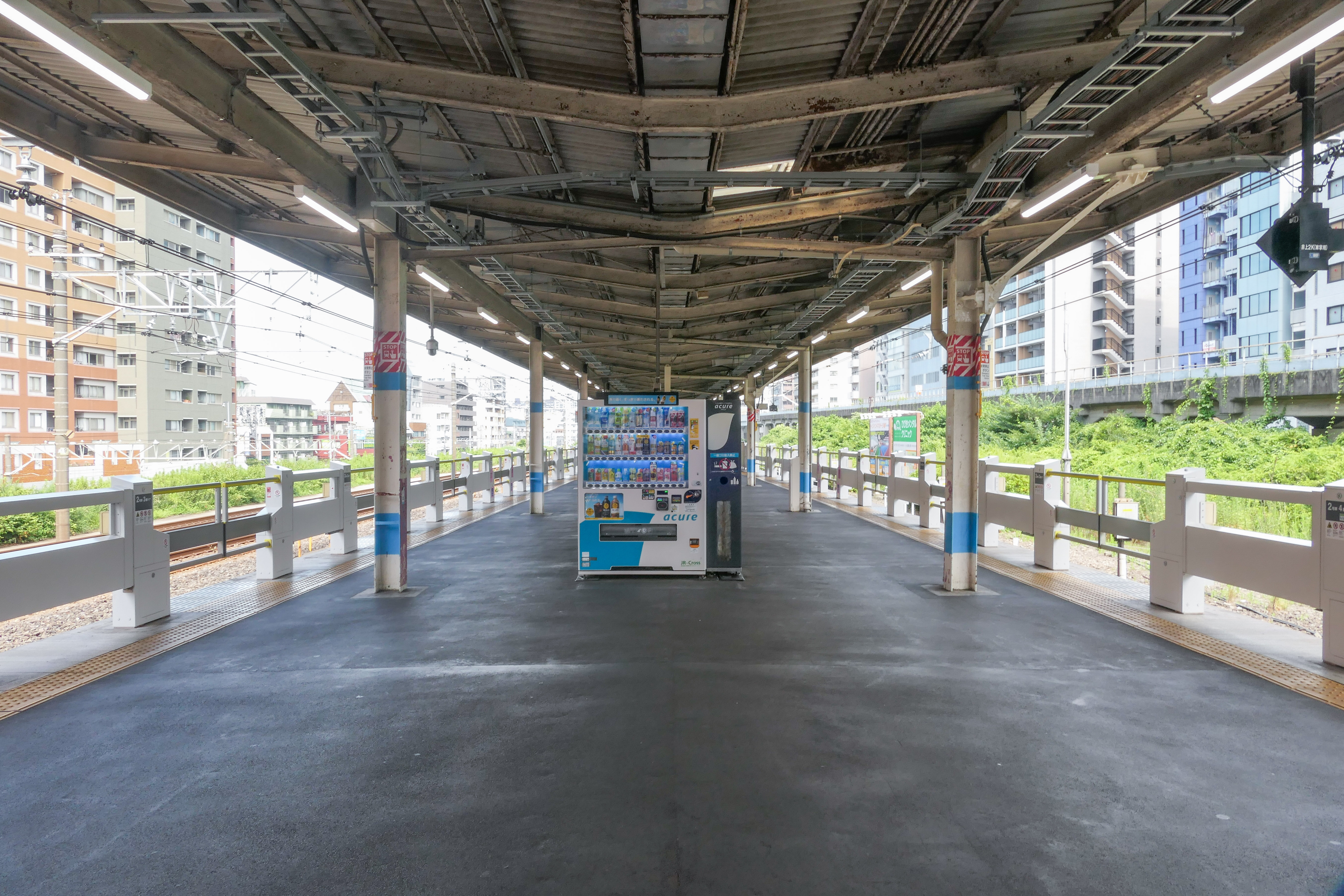
1號與2號月台（2024年7月）

### 東武鐵道
本站是港灣式月台1面2線的地面車站。全部列車幾乎都在1號線發車，2號線每日僅有早晨1班列車發車，其他時間則作為留置線使用。因此，一人控制用的月台感應器僅設於1號線。剪票口至月台間有斜坡，剪票口在車站大樓「atre龜戶」內。
龜戶線通車時，當時有列車直通總武本線兩國橋站，旅客列車直通運轉廢止後至新金貨物線開通為止，兩路線間仍有貨物列車運行（但現在JR與東武線路已完全獨立）。本站也是東武鐵道最南端的車站。

#### 月台配置
| 月台 | 路線   | 目的地   |
| ---- | ------ | -------- |
| 1、2 | 龜戶線 | 曳舟方向 |

（來源：東武鐵道:車站構內圖）
- 月台（2016年8月）

## 利用狀況
- JR東日本 - 2019年度1日平均上車人次為57,643人[利用客数 1]。
JR東日本車站中次於西川口站排名第85。
- 東武鐵道 - 2018年度1日平均上下車人次為27,064人[利用客数 2]。
龜戶線第1位。

龜戶站與鄰站錦糸町站在昭和40年代以前是都電及路線巴士在東京東部地區的交通節點。人流含了地方民眾、以及往江東區砂町地區、墨田區向島地區、江戶川區中部地區等地的乘客。但是往墨田區向島地區的人流在半藏門線延伸押上後已逐漸轉移。

### 各年度1日平均上下車人次
近年1日平均上下車人次變化如下（JR除外）。
| 年度               | 東武鐵道           | 東武鐵道 |
| 年度               | 1日平均 上下車人次 | 增加率   |
| ------------------ | ------------------ | -------- |
| 1998年（平成10年） | 35,436             |          |
| 1999年（平成11年） | 33,488             | −5.5%    |
| 2001年（平成13年） | 32,278             |          |
| 2002年（平成14年） | 31,362             | −2.8%    |
| 2003年（平成15年） | 27,794             | −11.4%   |
| 2004年（平成16年） | 27,383             | −1.5%    |
| 2005年（平成17年） | 26,723             | −2.4%    |
| 2006年（平成18年） | 26,692             | −0.1%    |
| 2007年（平成19年） | 27,252             | 2.1%     |
| 2008年（平成20年） | 26,994             | −0.9%    |
| 2009年（平成21年） | 26,684             | −1.1%    |
| 2010年（平成22年） | 27,031             | 1.3%     |
| 2011年（平成23年） | 26,299             | −2.7%    |
| 2012年（平成24年） | 27,023             | 2.8%     |
| 2013年（平成25年） | 26,833             | −0.7%    |
| 2014年（平成26年） | 26,286             | −2.0%    |
| 2015年（平成27年） | 26,616             | 1.3%     |
| 2016年（平成28年） | 26,406             | −0.8%    |
| 2017年（平成29年） | 26,817             | 1.6%     |
| 2018年（平成30年） | 27,064             | 0.9%     |
| 2019年（令和元年） | 27,001             | −0.2%    |

### 各年度1日平均上車人次（1900年代 - 1930年代）
近年1日平均上車人次變化如下。
| 年度               | 總武鐵道 / 國鐵 | 東武鐵道 | 來源              |
| ------------------ | --------------- | -------- | ----------------- |
| 1903年（明治36年） | [ 備考 1 ]      | 未開業   |                   |
| 1904年（明治37年） | 294             | 33       | [ 東京府統計 1 ]  |
| 1905年（明治38年） | 372             | 54       | [ 東京府統計 2 ]  |
| 1907年（明治40年） | 371             | 91       | [ 東京府統計 3 ]  |
| 1908年（明治41年） | 758             | 104      | [ 東京府統計 4 ]  |
| 1909年（明治42年） | 819             | 103      | [ 東京府統計 5 ]  |
| 1911年（明治44年） | 747             | 45       | [ 東京府統計 6 ]  |
| 1912年（大正元年） | 546             | 33       | [ 東京府統計 7 ]  |
| 1913年（大正02年） | 532             | 28       | [ 東京府統計 8 ]  |
| 1914年（大正03年） | 489             | 18       | [ 東京府統計 9 ]  |
| 1915年（大正04年） | 460             | 27       | [ 東京府統計 10 ] |
| 1916年（大正05年） | 605             | 30       | [ 東京府統計 11 ] |
| 1919年（大正08年） | 557             | 110      | [ 東京府統計 12 ] |
| 1920年（大正09年） | 716             | 171      | [ 東京府統計 13 ] |
| 1922年（大正11年） | 1,130           |          | [ 東京府統計 14 ] |
| 1923年（大正12年） | 1,805           | 131      | [ 東京府統計 15 ] |
| 1924年（大正13年） | 1,733           | 335      | [ 東京府統計 16 ] |
| 1925年（大正14年） | 1,650           | 82       | [ 東京府統計 17 ] |
| 1926年（昭和元年） | 1,826           | 94       | [ 東京府統計 18 ] |
| 1927年（昭和02年） | 2,229           | 84       | [ 東京府統計 19 ] |
| 1928年（昭和03年） | 4,046           | 1,222    | [ 東京府統計 20 ] |
| 1929年（昭和04年） | 4,728           | 1,627    | [ 東京府統計 21 ] |
| 1930年（昭和05年） | 4,268           | 1,287    | [ 東京府統計 22 ] |
| 1931年（昭和06年） | 4,381           | 1,267    | [ 東京府統計 23 ] |
| 1932年（昭和07年） | 5,925           | 1,352    | [ 東京府統計 24 ] |
| 1933年（昭和08年） | 8,518           | 1,568    | [ 東京府統計 25 ] |
| 1934年（昭和09年） | 10,839          | 2,164    | [ 東京府統計 26 ] |
| 1935年（昭和10年） | 12,957          | 2,801    | [ 東京府統計 27 ] |

### 各年度1日平均上車人次（1953年 - 2000年）
| 年度               | 國鐵 / JR東日本 | 東武鐵道 | 來源              |
| ------------------ | --------------- | -------- | ----------------- |
| 1953年（昭和28年） | 27,591          |          | [ 東京都統計 1 ]  |
| 1954年（昭和29年） | 34,284          |          | [ 東京都統計 2 ]  |
| 1955年（昭和30年） | 32,510          |          | [ 東京都統計 3 ]  |
| 1956年（昭和31年） | 41,724          | 11,759   | [ 東京都統計 4 ]  |
| 1957年（昭和32年） | 44,874          | 12,682   | [ 東京都統計 5 ]  |
| 1958年（昭和33年） | 46,749          | 12,838   | [ 東京都統計 6 ]  |
| 1959年（昭和34年） | 50,469          | 13,990   | [ 東京都統計 7 ]  |
| 1960年（昭和35年） | 56,132          | 16,248   | [ 東京都統計 8 ]  |
| 1961年（昭和36年） | 56,852          | 18,593   | [ 東京都統計 9 ]  |
| 1962年（昭和37年） | 59,009          | 19,002   | [ 東京都統計 10 ] |
| 1963年（昭和38年） | 61,515          | 19,183   | [ 東京都統計 11 ] |
| 1964年（昭和39年） | 65,700          | 20,508   | [ 東京都統計 12 ] |
| 1965年（昭和40年） | 68,334          | 20,962   | [ 東京都統計 13 ] |
| 1966年（昭和41年） | 70,517          | 20,756   | [ 東京都統計 14 ] |
| 1967年（昭和42年） | 71,932          | 20,828   | [ 東京都統計 15 ] |
| 1968年（昭和43年） | 71,530          | 20,998   | [ 東京都統計 16 ] |
| 1969年（昭和44年） | 59,664          | 20,350   | [ 東京都統計 17 ] |
| 1970年（昭和45年） | 60,723          | 12,367   | [ 東京都統計 18 ] |
| 1971年（昭和46年） | 61,246          | 18,604   | [ 東京都統計 19 ] |
| 1972年（昭和47年） | 63,099          | 18,378   | [ 東京都統計 20 ] |
| 1973年（昭和48年） | 60,244          | 17,893   | [ 東京都統計 21 ] |
| 1974年（昭和49年） | 59,548          | 18,104   | [ 東京都統計 22 ] |
| 1975年（昭和50年） | 57,915          | 17,877   | [ 東京都統計 23 ] |
| 1976年（昭和51年） | 59,556          | 10,208   | [ 東京都統計 24 ] |
| 1977年（昭和52年） | 58,992          | 17,381   | [ 東京都統計 25 ] |
| 1978年（昭和53年） | 67,764          | 20,266   | [ 東京都統計 26 ] |
| 1979年（昭和54年） | 67,484          | 20,866   | [ 東京都統計 27 ] |
| 1980年（昭和55年） | 60,595          | 20,833   | [ 東京都統計 28 ] |
| 1981年（昭和56年） | 58,521          | 20,567   | [ 東京都統計 29 ] |
| 1982年（昭和57年） | 57,499          | 20,162   | [ 東京都統計 30 ] |
| 1983年（昭和58年） | 56,694          | 20,085   | [ 東京都統計 31 ] |
| 1984年（昭和59年） | 57,400          | 20,236   | [ 東京都統計 32 ] |
| 1985年（昭和60年） | 57,479          | 20,471   | [ 東京都統計 33 ] |
| 1986年（昭和61年） | 57,762          | 20,882   | [ 東京都統計 34 ] |
| 1987年（昭和62年） | 56,077          | 20,866   | [ 東京都統計 35 ] |
| 1988年（昭和63年） | 59,197          | 21,619   | [ 東京都統計 36 ] |
| 1989年（平成元年） | 59,967          | 20,203   | [ 東京都統計 37 ] |
| 1990年（平成02年） | 60,704          | 21,296   | [ 東京都統計 38 ] |
| 1991年（平成03年） | 61,822          | 21,795   | [ 東京都統計 39 ] |
| 1992年（平成04年） | 61,225          | 21,430   | [ 東京都統計 40 ] |
| 1993年（平成05年） | 60,241          | 20,877   | [ 東京都統計 41 ] |
| 1994年（平成06年） | 59,518          | 20,252   | [ 東京都統計 42 ] |
| 1995年（平成07年） | 58,276          | 19,899   | [ 東京都統計 43 ] |
| 1996年（平成08年） | 57,786          | 19,093   | [ 東京都統計 44 ] |
| 1997年（平成09年） | 57,593          | 18,616   | [ 東京都統計 45 ] |
| 1998年（平成10年） | 56,293          | 17,868   | [ 東京都統計 46 ] |
| 1999年（平成11年） | 56,018          | 16,891   | [ 東京都統計 47 ] |
| 2000年（平成12年） | 56,595          | 16,537   | [ 東京都統計 48 ] |

### 各年度1日平均上車人次（2001年以後）
| 年度               | JR東日本 | 東武鐵道 | 來源              |
| ------------------ | -------- | -------- | ----------------- |
| 2001年（平成13年） | 56,344   | 16,118   | [ 東京都統計 49 ] |
| 2002年（平成14年） | 56,000   | 15,696   | [ 東京都統計 50 ] |
| 2003年（平成15年） | 54,477   | 13,896   | [ 東京都統計 51 ] |
| 2004年（平成16年） | 54,188   | 13,649   | [ 東京都統計 52 ] |
| 2005年（平成17年） | 54,133   | 13,296   | [ 東京都統計 53 ] |
| 2006年（平成18年） | 54,431   | 13,268   | [ 東京都統計 54 ] |
| 2007年（平成19年） | 55,875   | 13,516   | [ 東京都統計 55 ] |
| 2008年（平成20年） | 56,323   | 13,400   | [ 東京都統計 56 ] |
| 2009年（平成21年） | 55,949   | 13,260   | [ 東京都統計 57 ] |
| 2010年（平成22年） | 55,613   | 13,430   | [ 東京都統計 58 ] |
| 2011年（平成23年） | 54,986   | 13,175   | [ 東京都統計 59 ] |
| 2012年（平成24年） | 55,488   | 13,496   | [ 東京都統計 60 ] |
| 2013年（平成25年） | 56,693   | 13,405   | [ 東京都統計 61 ] |
| 2014年（平成26年） | 56,665   | 13,148   | [ 東京都統計 62 ] |
| 2015年（平成27年） | 57,328   | 13,284   | [ 東京都統計 63 ] |
| 2016年（平成28年） | 57,438   | 13,189   | [ 東京都統計 64 ] |
| 2017年（平成29年） | 58,136   | 13,381   | [ 東京都統計 65 ] |
| 2018年（平成30年） | 58,276   | 13,477   | [ 東京都統計 66 ] |
| 2019年（令和元年） | 57,643   |          |                   |

備註
1. ↑  1904年3月29日開業。
2. ↑  1904年4月5日開業。開業日至1905年3月31日為止共361日間的統計資料。

## 車站周邊
龜戶站的車站大樓為商場「atre龜戶」。
JR兩處剪票口中，北口剪票口直通atre龜戶1樓大廳。東武龜戶線檢票口同樣在1樓大廳東側。東口則在京葉道路北側的小巷內。
周邊地區是一般所稱的下町，在高度經濟成長時代則是京濱工業地帶的一部份。昭和40年代大型工廠為了用地問題陸續移往郊外後，此處周邊改建為住宅團地與學校，成為臨近都心的住宅區。
龜戶與錦糸町（墨田區錦糸、太平、江東橋）屬於東京都副都心之一的「錦糸町·龜戶副都心」。

### 北口（atre口）
- atre龜戶
  - 無印良品
  - UNIQLO
  - 有隣堂
- 瑞穗證券龜戶支店
- 大和證券龜戶支店
- 龜戶天神社（龜戶天神）
- 船橋屋（日语：船橋屋） - 以葛餅（日语：葛餅）文明的老牌和菓子店。
- 東京雕花玻璃工業協同組合（傳統工藝江戶切子（日语：江戸切子）組合）展示間
- Sports Club & Spa Renaissance龜戶（日语：ルネサンス (スポーツクラブ)）
- 唐吉訶德

### 東口
SUN STREET龜戶已在2016年3月31日關閉。目前正進行大型購物商場改建計畫。25層的塔式公寓PROUD TOWER龜戶CROSS預定在2022年1月竣工。
地上6層、地下1層的大型商業設施預定在2022年夏季開幕。
- 龜戶綠道公園 - 龜戶站東口往南跨過豎川連結大島綠道公園（日语：大島緑道公園）的行人專用道路。過去原是都電（城東電車）的專用軌道。

### 公共設施
- 城東消防署（日语：城東消防署 (東京都)）
- 江東東稅務署
- 江東年金事務所
- 龜戶中央公園（日语：亀戸中央公園）
- 東京都立城東職業能力開發中心
- Camellia Plaza（カメリアプラザ）
  - 江東區役所（日语：江東区役所）龜戶出張所
  - 江東區龜戶文化中心
  - 江東區商工情報中心
  - 龜戶勞動基準監督署

### 郵局
- 江東龜戶一郵便局
- 江東龜戶六郵便局

### 學校
- 東京都立城東高等學校（日语：東京都立城東高等学校）
- 中央學院大學中央高等學校（日语：中央学院大学中央高等学校）
- 東京都立江東商業高等學校（日语：東京都立江東商業高等学校）
- 江東區立水神小學校（日语：江東区立水神小学校）
- 讀賣自動車大學校（日语：読売自動車大学校）
- 東京服裝文化學院

### 道路
- 國道14號（京葉道路）
- 明治通
- 藏前橋通（日语：蔵前橋通り）
- 丸八通（日语：東京都道476号南砂町吾嬬町線）
- 淺草通

## 巴士路線
本站最近的巴士站有「龜戶站前」、「龜戶站通」、「水神森」。各巴士站的停靠路線不同。

### 龜戶站前
龜戶站前巴士站在車站北口前。未面對國道14號（京葉道路），因此無法搭乘經錦糸町站的路線系統。乘客須至水神森或龜戶站通巴士站搭乘。週日、假日的12點至17點，明治通的龜戶站前至藏前橋通交差點實施禁止車輛通行的步行者天國，本站往北的巴士需改道繞行，因此草24系統與上26系統不停龜戶四丁目。
本車站全部巴士路線皆由東京都交通局運行。
| 乘車處 | 系統 | 主要行經地             | 目的地             | 運行業者 | 備註                       |
| ------ | ---- | ---------------------- | ------------------ | -------- | -------------------------- |
| 1號    | 龜26 | 京葉交差點、一之江站   | 今井               | ■都營    |                            |
| 2號    | 兩28 | 西大島站               | 葛西橋             | ■都營    | 僅早晨、深夜運行。假日停駛 |
| 2號    | 兩28 | 舊葛西橋、西葛西站     | 臨海車庫           | ■都營    | 僅22時一班                 |
| 2號    | 兩28 | 舊葛西橋               | 第六葛西小學校前   | ■都營    | 僅23時一班                 |
| 2號    | 龜23 | 西大島站、南砂町站     | 江東高齡者醫療中心 | ■都營    | 早晨、18時以後止於南砂町站 |
| 2號    | 龜29 | 境川、西葛西站         | 渚新城             | ■都營    |                            |
| 2號    | 龜29 | 西大島站、境川         | 西葛西站           | ■都營    |                            |
| 3號    | 龜24 | 東大島站入口           | 葛西橋             | ■都營    |                            |
| 3號    | 草24 | 大島站                 | 東大島站           | ■都營    |                            |
| 4號    | 上26 | 東京晴空塔站、根津站   | 上野公園           | ■都營    |                            |
| 4號    | 草24 | 橫川橋                 | 淺草壽町           | ■都營    |                            |
| 5號    | 龜21 | 大島站                 | 東陽町站           | ■都營    |                            |
| 6號    | 里22 | 三河島站               | 日暮里站           | ■都營    |                            |
| 7號    | 門33 | 東京晴空塔站、門前仲町 | 豐海水產埠頭       | ■都營    |                            |
| 8號    | 錦11 | 錦糸町站、茅場町       | 築地站             | ■都營    |                            |

### 龜戶站通
位於京葉道路與明治通的交差點附近。巴士站分散在京葉道路與明治通上，而兩方停靠的系統完全不同。明治通往西大島站方向的巴士站有兩處。京葉道路上（10號、11號）的巴士站在安全島上。
| 乘車處 | 系統           | 主要行經地           | 目的地             | 運行業者 | 備註                       |
| ------ | -------------- | -------------------- | ------------------ | -------- | -------------------------- |
| 10號   | 錦25           | 京葉交差點、船堀站   | 葛西站             | ■都營    |                            |
| 10號   | FL01           | 東大島站入口、船堀站 | 葛西站             | ■都營    | 僅週六日運行               |
| 10號   | 錦27           | 江戶川區役所         | 小岩站             | ■都營    |                            |
| 10號   | 錦11           |                      | 龜戶站前           | ■都營    |                            |
| 11號   | 錦25           | 江東車庫             | 錦糸町站           | ■都營    |                            |
| 11號   | FL01           | 江東車庫             | 錦糸町站           | ■都營    | 僅週六日運行               |
| 11號   | 錦27           | 錦糸町站             | 兩國站             | ■都營    |                            |
| 12號   | 都07           | 江東車庫             | 錦糸町站           | ■都營    |                            |
| 12號   | 急行05         | 江東車庫             | 錦糸町站           | ■都營    | 僅週六日運行               |
| 12號   | 錦18           | 江東車庫             | 錦糸町站           | ■都營    | 僅平日運行                 |
| 12號   | 龜23 龜24 龜29 |                      | 龜戶站前           | ■都營    |                            |
| 12號   | 草24           | 龜戶站前、本所二丁目 | 淺草壽町           | ■都營    |                            |
| 12號   | 兩28           | 錦糸町站             | 兩國站             | ■都營    |                            |
| 13號   | 龜24           | 東大島站             | 葛西橋             | ■都營    |                            |
| 13號   | 草24           | 大島站               | 東大島站           | ■都營    |                            |
| 14號   | 都07           | 東陽町站、木場站     | 門前仲町           | ■都營    |                            |
| 14號   | 急行05         | 新木場站             | 日本科學未來館     | ■都營    | 僅週六日運行               |
| 14號   | 錦18           | 境川、夢之島         | 新木場站           | ■都營    | 僅平日運行                 |
| 14號   | 龜23           | 西大島站、南砂町站   | 江東高齡者醫療中心 | ■都營    | 早晨、18時以後止於南砂町站 |
| 14號   | 兩28           | 境川                 | 葛西橋             | ■都營    |                            |
| 14號   | 兩28           | 舊葛西橋、西葛西站   | 臨海車庫           | ■都營    |                            |
| 14號   | 兩28           | 舊葛西橋             | 第六葛西小學校前   | ■都營    | 僅23時2班                  |
| 14號   | 龜29           | 境川、西葛西站       | 渚新城             | ■都營    |                            |
| 14號   | 龜29           | 境川                 | 西葛西站           | ■都營    |                            |

### 水神森
龜戶站東口最近的巴士站。
| 乘車處 | 系統      | 主要行經地           | 目的地   | 運行業者 | 備註         |
| ------ | --------- | -------------------- | -------- | -------- | ------------ |
| 15號   | 錦25      | 京葉交差點           | 葛西站   | ■都營    |              |
| 15號   | FL01      | 東大島站入口         | 葛西站   | ■都營    | 僅週六日運行 |
| 15號   | 錦27      | 京葉交差點           | 小岩站   | ■都營    |              |
| 15號   | 龜21      | 大島站               | 東陽町站 | ■都營    |              |
| 15號   | 龜26      | 京葉交差點、一之江站 | 今井     | ■都營    |              |
| 16號   | 錦25      | 龜戶站通             | 錦糸町站 | ■都營    |              |
| 16號   | FL01      | 龜戶站通             | 錦糸町站 | ■都營    | 僅週六日運行 |
| 16號   | 錦27      | 錦糸町站             | 兩國站   | ■都營    |              |
| 16號   | 龜26 龜21 |                      | 龜戶站前 | ■都營    |              |

## 相鄰車站
東日本旅客鐵道
 總武線（各站停車）
錦糸町（JB 22）－龜戶（JB 23）－平井（JB 24）
 東武鐵道
 龜戶線
龜戶（TS 44）－龜戶水神（TS 43）

### 利用狀況
JR、私鐵1日平均使用人數
1. ↑  各駅の乗車人員 （页面存档备份，存于） - JR東日本
2. ↑  駅情報（乗降人員） （页面存档备份，存于） - 東武鉄道

JR東日本1999年度以後的上車人次
1. ↑  各駅の乗車人員（1999年度） （页面存档备份，存于） - JR東日本
2. ↑  各駅の乗車人員（2000年度） （页面存档备份，存于） - JR東日本
3. ↑  各駅の乗車人員（2001年度） （页面存档备份，存于） - JR東日本
4. ↑  各駅の乗車人員（2002年度） （页面存档备份，存于） - JR東日本
5. ↑  各駅の乗車人員（2003年度） （页面存档备份，存于） - JR東日本
6. ↑  各駅の乗車人員（2004年度） （页面存档备份，存于） - JR東日本
7. ↑  各駅の乗車人員（2005年度） （页面存档备份，存于） - JR東日本
8. ↑  各駅の乗車人員（2006年度） （页面存档备份，存于） - JR東日本
9. ↑  各駅の乗車人員（2007年度） （页面存档备份，存于） - JR東日本
10. ↑  各駅の乗車人員（2008年度） （页面存档备份，存于） - JR東日本
11. ↑  各駅の乗車人員（2009年度） （页面存档备份，存于） - JR東日本
12. ↑  各駅の乗車人員（2010年度） （页面存档备份，存于） - JR東日本
13. ↑  各駅の乗車人員（2011年度） （页面存档备份，存于） - JR東日本
14. ↑  各駅の乗車人員（2012年度） （页面存档备份，存于） - JR東日本
15. ↑  各駅の乗車人員（2013年度） （页面存档备份，存于） - JR東日本
16. ↑  各駅の乗車人員（2014年度） （页面存档备份，存于） - JR東日本
17. ↑  各駅の乗車人員（2015年度） （页面存档备份，存于） - JR東日本
18. ↑  各駅の乗車人員（2016年度） （页面存档备份，存于） - JR東日本
19. ↑  各駅の乗車人員（2017年度） （页面存档备份，存于） - JR東日本
20. ↑  各駅の乗車人員（2018年度） （页面存档备份，存于） - JR東日本
21. ↑  各駅の乗車人員（2019年度） （页面存档备份，存于） - JR東日本

JR、私鐵統計資料
1. ↑  レポート （页面存档备份，存于） - 関東交通広告協議会
2. ↑  江東区データブック （页面存档备份，存于） - 江東区

東京府統計書
1. ↑  .   [2020-04-19]. （原始内容存档于2021-08-14）.
2. ↑  .   [2020-04-19]. （原始内容存档于2019-02-21）.
3. ↑  .   [2020-04-19]. （原始内容存档于2019-02-21）.
4. ↑  .   [2020-04-19]. （原始内容存档于2019-02-21）.
5. ↑  .   [2020-04-19]. （原始内容存档于2021-08-14）.
6. ↑  .   [2020-04-19]. （原始内容存档于2021-08-14）.
7. ↑  .   [2020-04-19]. （原始内容存档于2019-02-21）.
8. ↑  .   [2020-04-19]. （原始内容存档于2019-02-21）.
9. ↑  .   [2020-04-19]. （原始内容存档于2021-08-14）.
10. ↑  .   [2020-04-19]. （原始内容存档于2019-02-21）.
11. ↑  .   [2020-04-19]. （原始内容存档于2019-02-21）.
12. ↑  .   [2020-04-19]. （原始内容存档于2019-01-23）.
13. ↑  .   [2020-04-19]. （原始内容存档于2019-01-23）.
14. ↑  .   [2020-04-19]. （原始内容存档于2020-06-07）.
15. ↑  .   [2020-04-19]. （原始内容存档于2021-08-14）.
16. ↑  .   [2020-04-19]. （原始内容存档于2021-08-14）.
17. ↑  .   [2020-04-19]. （原始内容存档于2019-02-21）.
18. ↑  .   [2020-04-19]. （原始内容存档于2021-08-14）.
19. ↑  .   [2020-04-19]. （原始内容存档于2020-06-07）.
20. ↑  .   [2020-04-19]. （原始内容存档于2021-08-14）.
21. ↑  .   [2020-04-19]. （原始内容存档于2021-08-14）.
22. ↑  .   [2020-04-19]. （原始内容存档于2020-08-18）.
23. ↑  .   [2020-04-19]. （原始内容存档于2020-08-18）.
24. ↑  .   [2020-04-19]. （原始内容存档于2019-05-22）.
25. ↑  .   [2020-04-19]. （原始内容存档于2019-05-19）.
26. ↑  .   [2020-04-19]. （原始内容存档于2019-05-21）.
27. ↑  .   [2020-04-19]. （原始内容存档于2019-02-19）.

東京都統計年鑑
1. ↑  昭和28年PDF - 13ページ
2. ↑  昭和29年PDF - 10ページ
3. ↑  昭和30年PDF - 10ページ
4. ↑  昭和31年PDF
5. ↑  昭和32年PDF
6. ↑  昭和33年PDF
7. ↑  .   [2020-04-19]. （原始内容存档于2016-03-05）.
8. ↑  .   [2020-04-19]. （原始内容存档于2016-03-05）.
9. ↑  .   [2020-04-19]. （原始内容存档于2015-06-29）.
10. ↑  .   [2020-04-19]. （原始内容存档于2015-06-29）.
11. ↑  .   [2020-04-19]. （原始内容存档于2015-06-29）.
12. ↑  .   [2020-04-19]. （原始内容存档于2015-06-29）.
13. ↑  .   [2020-04-19]. （原始内容存档于2016-03-05）.
14. ↑  .   [2020-04-19]. （原始内容存档于2016-03-05）.
15. ↑  .   [2020-04-19]. （原始内容存档于2016-03-05）.
16. ↑  .   [2020-04-19]. （原始内容存档于2016-03-05）.
17. ↑  .   [2020-04-19]. （原始内容存档于2016-03-05）.
18. ↑  .   [2020-04-19]. （原始内容存档于2016-03-05）.
19. ↑  .   [2020-04-19]. （原始内容存档于2015-06-29）.
20. ↑  .   [2020-04-19]. （原始内容存档于2015-06-29）.
21. ↑  .   [2020-04-19]. （原始内容存档于2015-06-29）.
22. ↑  .   [2020-04-19]. （原始内容存档于2016-03-05）.
23. ↑  .   [2020-04-19]. （原始内容存档于2016-06-02）.
24. ↑  .   [2020-04-19]. （原始内容存档于2015-06-29）.
25. ↑  .   [2020-04-19]. （原始内容存档于2016-03-05）.
26. ↑  .   [2020-04-19]. （原始内容存档于2015-06-29）.
27. ↑  .   [2020-04-19]. （原始内容存档于2016-03-05）.
28. ↑  .   [2020-04-19]. （原始内容存档于2016-03-05）.
29. ↑  .   [2020-04-19]. （原始内容存档于2016-03-05）.
30. ↑  .   [2020-04-19]. （原始内容存档于2015-06-29）.
31. ↑  .   [2020-04-19]. （原始内容存档于2015-06-29）.
32. ↑  .   [2020-04-19]. （原始内容存档于2015-06-29）.
33. ↑  .   [2020-04-19]. （原始内容存档于2016-03-05）.
34. ↑  .   [2020-04-19]. （原始内容存档于2016-03-05）.
35. ↑  .   [2020-04-19]. （原始内容存档于2015-06-29）.
36. ↑  .   [2020-04-19]. （原始内容存档于2016-03-05）.
37. ↑  .   [2020-04-19]. （原始内容存档于2016-03-05）.
38. ↑  .   [2020-04-19]. （原始内容存档于2016-03-05）.
39. ↑  .   [2020-04-19]. （原始内容存档于2016-03-05）.
40. ↑  .   [2017-09-24]. （原始内容存档于2013-08-15）.
41. ↑  .   [2017-09-24]. （原始内容存档于2013-02-03）.
42. ↑  .   [2017-09-24]. （原始内容存档于2013-02-03）.
43. ↑  .   [2017-09-24]. （原始内容存档于2013-02-03）.
44. ↑  .   [2017-09-24]. （原始内容存档于2013-02-03）.
45. ↑  .   [2017-09-24]. （原始内容存档于2016-03-04）.
46. ↑  平成10年PDF
47. ↑  平成11年PDF
48. ↑  .   [2017-09-24]. （原始内容存档于2016-03-04）.
49. ↑  .   [2017-09-24]. （原始内容存档于2016-03-04）.
50. ↑  .   [2017-09-24]. （原始内容存档于2017-07-29）.
51. ↑  .   [2017-09-24]. （原始内容存档于2017-07-29）.
52. ↑  .   [2017-09-24]. （原始内容存档于2017-07-29）.
53. ↑  .   [2017-09-24]. （原始内容存档于2017-07-29）.
54. ↑  .   [2017-09-24]. （原始内容存档于2017-07-29）.
55. ↑  .   [2017-09-24]. （原始内容存档于2017-07-29）.
56. ↑  .   [2017-09-24]. （原始内容存档于2017-07-29）.
57. ↑  .   [2011-07-08]. （原始内容存档于2016-03-26）.
58. ↑  .   [2017-09-24]. （原始内容存档于2016-03-27）.
59. ↑  .   [2017-09-24]. （原始内容存档于2016-03-25）.
60. ↑  .   [2020-04-19]. （原始内容存档于2016-03-27）.
61. ↑  .   [2020-04-19]. （原始内容存档于2016-03-22）.
62. ↑  .   [2017-09-24]. （原始内容存档于2017-07-30）.
63. ↑  .   [2017-09-24]. （原始内容存档于2018-11-09）.
64. ↑  .   [2020-04-19]. （原始内容存档于2019-05-02）.
65. ↑  .   [2020-04-19]. （原始内容存档于2019-12-03）.
66. ↑  .   [2020-07-28]. （原始内容存档于2020-08-04）.

## 外部連結
- 車站資訊（龜戶）：東日本旅客鐵道
- 龜戶（車站資訊） - 東武鐵道

35°41′52″N 139°49′35″E / 35.6977°N 139.8264°E